# بريو برانكو
بريو برانكو بلدية في ولاية بارا في المنطقة الشمالية من البرازيل.